# Ursul (operă)
William Walton (29 martie 1902 – 8 martie 1983) s-a născut în Anglia, într-o familie ce nu era străină de muzică, tatăl fiind dirijor și profesor de canto. Adolescența și-a petrecut-o în Oxford, iar începând cu 1918 a locuit o perioadă la familia Sitwell, familie bogată care aprecia nespus arta. Deși era mare admirator al operei, în special al operei italiene, Walton nu a avut tentative de a compune el însuși opere până in 1941, când împreună cu muzicologul și compozitorul Cecil Gray au hotărât să pună în pagină o operă bazată pe viața lui Gesualdo, compozitorul renascentist. După câțiva ani însă au abandonat acest plan.
Prima operă completă a lui Walton este Troilus și Cressida, pentru care în 1947 a primit comandă de la BBC. Dar din cauza multiplelor conflicte dintre compozitor și libretist, partitura a fost finalizată abia în 1954. Premiera a avut loc pe 3 decembrie 1954 la Covent Garden. Reacțiile din partea publicului nu au fost cele așteptate, ceea ce a însemnat o mare dezamăgire pentru Walton. Nici nu a mai compus opere pană in 1965, când a primit o nouă comandă, de data aceasta pentru o operă într-un singur act, cu ocazia Festivalului din Aldeburgh. A decis sa compună opera intitulată Ursul, în colaborare cu dramaturgul Paul Dehn, iar această operă a fost un succes real.
Lucrarea a fost compusă între anii 1965 si 1957, iar premiera a avut loc pe 3 iunie 1957, în cadrul Festivalului. Peronajele sunt puține iar acțiunea relativ simplă, dar cu toate astea, opera a fost primită cu mult entuziasm. 

## Synopsis
Locație: Camera de zi a văduvei Yelena Ivanovna Popova
Popova, rămasă văduvă de puțin timp îl jelește pe Popov, soțul pierdut, în prezența lui Luka, servitorul ei. Apare in scenă Smirnov, unul din creditorii lui Popov, care încearcă să o convingă pe Popova să platească datoriile soțului ei. Din discuțiile lor reiese faptul că Popov nu a fost întotdeauna fidel soției. Popova și Smirnov încep să se certe, iar tensiunea se acumulează până în momentul în care amândoi îndreaptă câte un pistol spre celălalt. Atunci îsi dau seama însă că nu pot apăsa pe trăgaci, deoarece s-au îndrăgostit. 

## Roluri
- Yelena Ivanovna Popova, văduvă – mezzosoprană
- Grigory Stepanovich Smirnov, creditor – bariton
- Luka, servitor – bas
- Bucătarul – recitare
- Grăjdarul – recitare

## Orchestrație
orchestra mică, de cameră
- Flaut, dublat de Piccolo
- Oboi, dublat de Corn englez
- Clarinet, dublat de Clarinet bas
- Fagot
- Corn
- Trompetă
- Trombon
- Percuție (Timpani, Tobă mică, Tobă mare, Trianglu, Tamburină, Cinele, Gong, Wood block, Xilofon, Vibrafon, Clopote, Bongos)
- Pian
- Harpă
- Coarde (Vioara I, Vioara II, Viola, Violoncel, Contrabas)